# Phymateus bolivari
Phymateus bolivari is een rechtvleugelig insect uit de familie Pyrgomorphidae. De wetenschappelijke naam van deze soort is voor het eerst geldig gepubliceerd in 1910 door Kirby.